# Anisophyllea purpurascens
Anisophyllea purpurascens är en tvåhjärtbladig växtart som beskrevs av John Hutchinson och Dalz. Anisophyllea purpurascens ingår i släktet Anisophyllea och familjen Anisophylleaceae. Inga underarter finns listade i Catalogue of Life.